# Le Quillio
Le Quillio é uma comuna francesa na região administrativa da Bretanha, no departamento Côtes-d'Armor. Estende-se por uma área de 15,94 km². Em 2010 a comuna tinha 563 habitantes (densidade: 35,3 hab./km²).